# Art finlandais
 (mai 2024).
La mise en forme du texte ne suit pas les recommandations de Wikipédia : il faut le « wikifier ».
Les points d'amélioration suivants sont les cas les plus fréquents. Le détail des points à revoir est peut-être précisé sur la page de discussion.
- Les titres sont pré-formatés par le logiciel. Ils ne sont ni en capitales, ni en gras.
- Le texte ne doit pas être écrit en capitales (les noms de famille non plus), ni en gras, ni en italique, ni en « petit »…
- Le gras n'est utilisé que pour surligner le titre de l'article dans l'introduction, une seule fois.
- L'italique est rarement utilisé : mots en langue étrangère, titres d'œuvres, noms de bateaux, etc.
- Les citations ne sont pas en italique mais en corps de texte normal. Elles sont entourées par des guillemets français : « et ».
- Les listes à puces sont à éviter, des paragraphes rédigés étant largement préférés. Les tableaux sont à réserver à la présentation de données structurées (résultats, etc.).
- Les appels de note de bas de page (petits chiffres en exposant, introduits par l'outil «  Source ») sont à placer entre la fin de phrase et le point final[comme ça].
- Les liens internes (vers d'autres articles de Wikipédia) sont à choisir avec parcimonie. Créez des liens vers des articles approfondissant le sujet. Les termes génériques sans rapport avec le sujet sont à éviter, ainsi que les répétitions de liens vers un même terme.
- Les liens externes sont à placer uniquement dans une section « Liens externes », à la fin de l'article. Ces liens sont à choisir avec parcimonie suivant les règles définies. Si un lien sert de source à l'article, son insertion dans le texte est à faire par les notes de bas de page.
- La présentation des références doit suivre les conventions bibliographiques. Il est recommandé d'utiliser les modèles {{Ouvrage}}, {{Chapitre}}, {{Article}}, {{Lien web}} et/ou {{Bibliographie}}. Le mode d'édition visuel peut mettre en forme automatiquement les références.
- Insérer une infobox (cadre d'informations à droite) n'est pas obligatoire pour parachever la mise en page.

Pour une aide détaillée, merci de consulter Aide:Wikification.
Si vous pensez que ces points ont été résolus, vous pouvez retirer ce bandeau et améliorer la mise en forme d'un autre article.
L’art finlandais a commencé à développer ses propres caractéristiques au XIXe siècle, lorsque le nationalisme romantique commença à apparaître dans le Grand-duché de Finlande.

## Art préhistorique
Les marques de l’activité humaine en Finlande ont été retrouvés à Susiluola, Kristinestad. Plusieurs excavations ont été jugé de création humaine d’il y a 100 000 ans. Après l’Âge de glace, la région de Finlande a été repeuplée il y a environ 9 000 ans et la première sculpture connue est « La tête d'élan de Huittinen »  datée d’environ 5000 à 7000 ans av. J.-C.

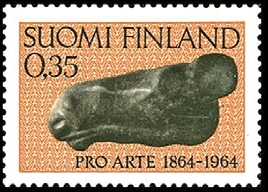
Tête d’élan sur un timbre de 1964.
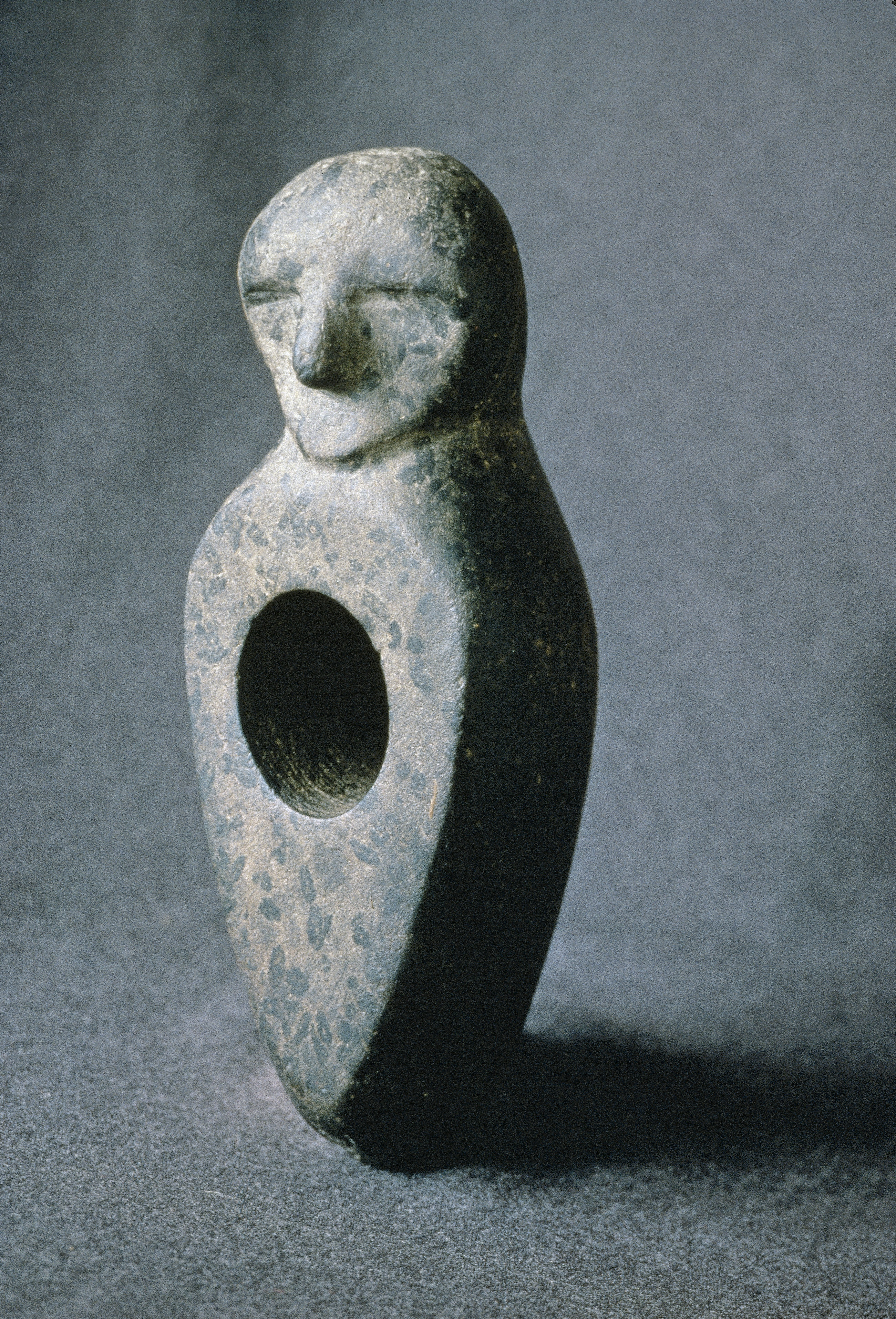
Ancienne tête de hache en pierre avec une forme de visage humain, Kiuruvesi.
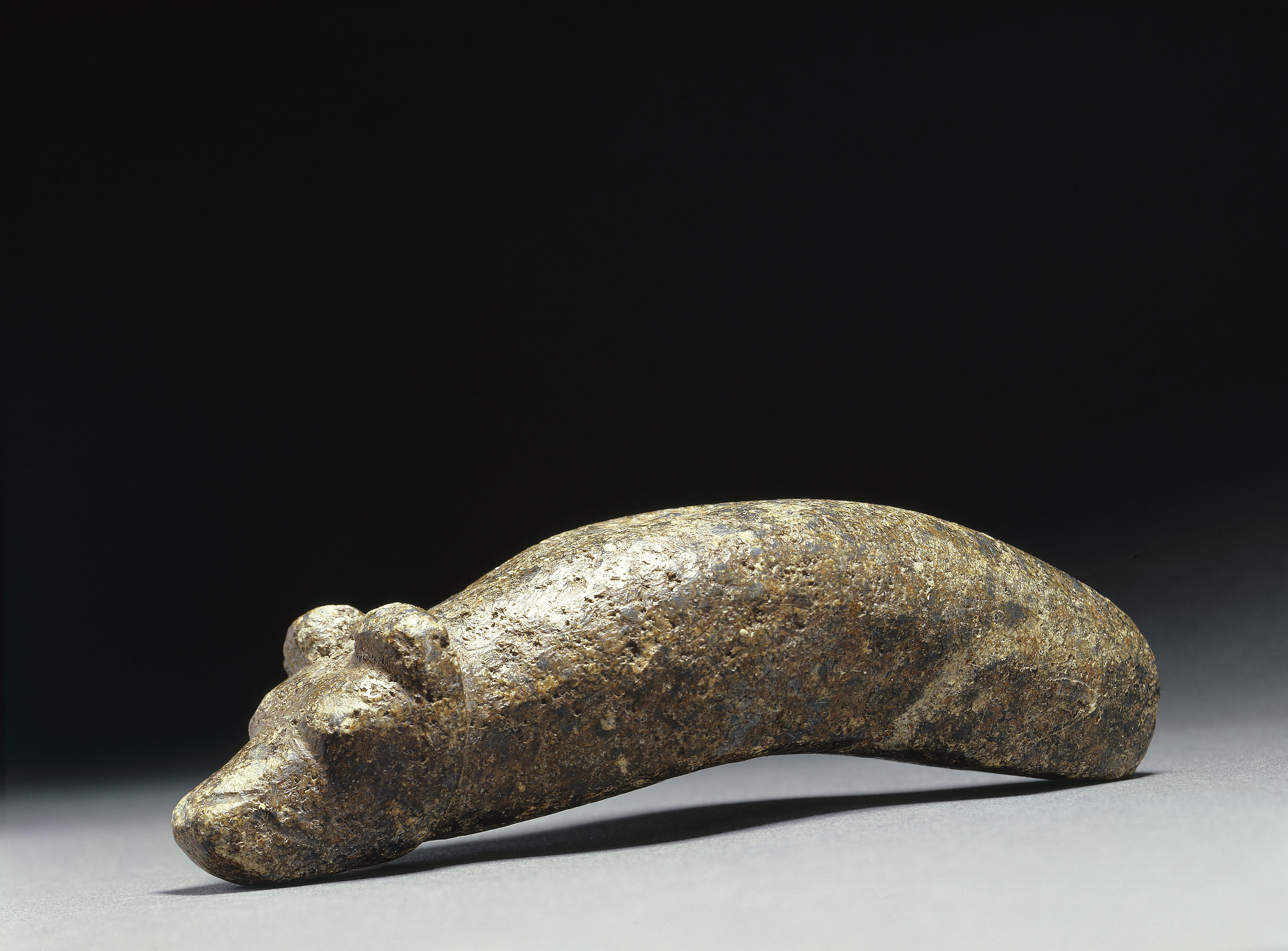
Massue à tête d'ours de l'âge de pierre, Paltamo.
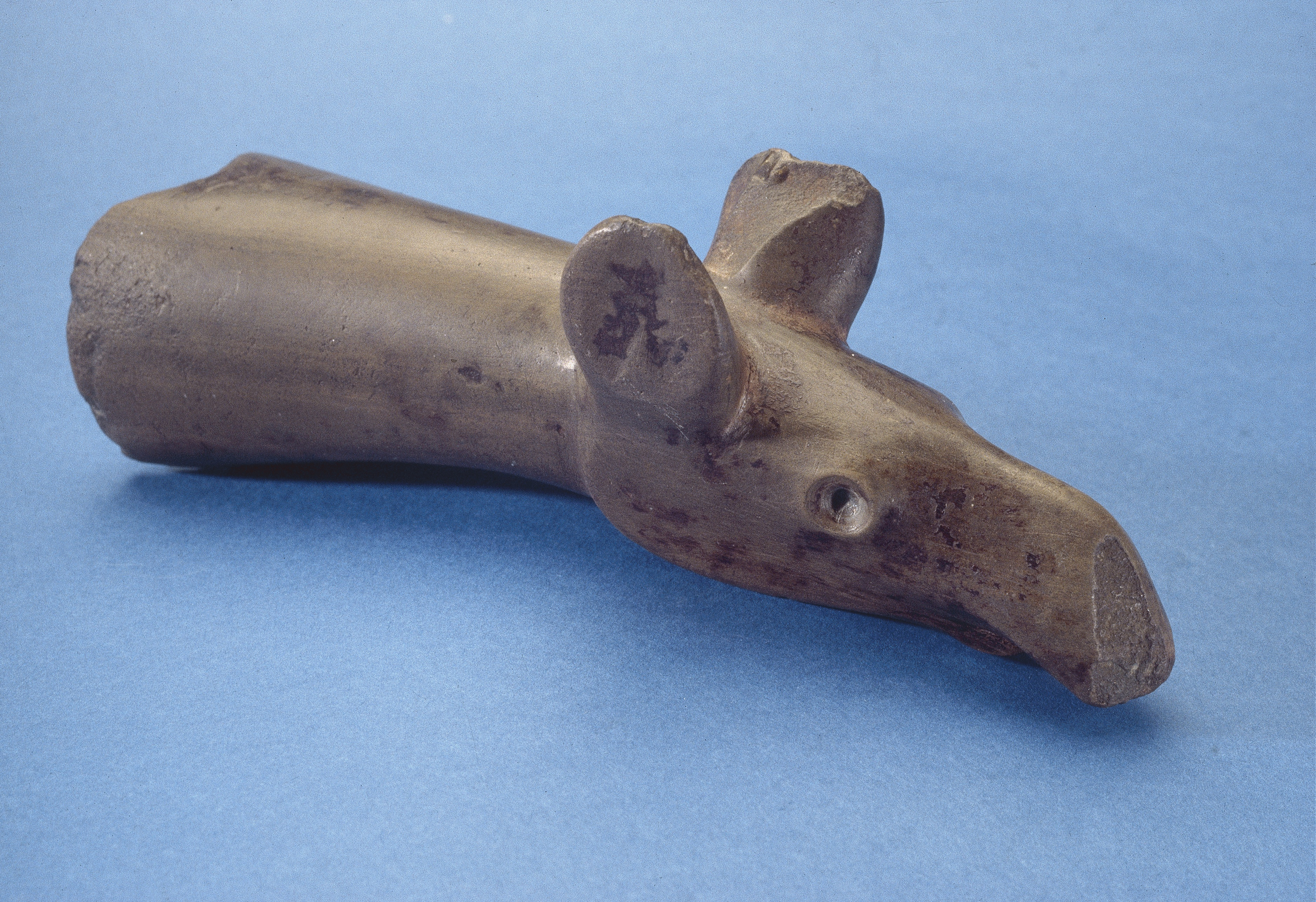
Statuette en forme de tête d'élan.
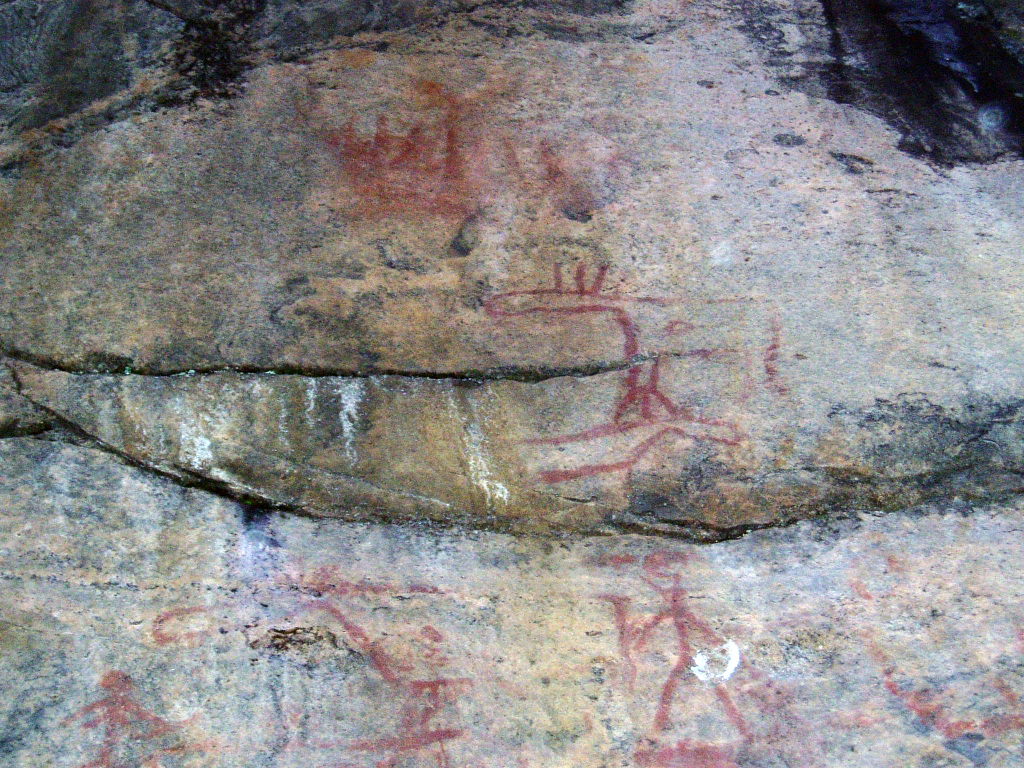
Peintures sur les rochers de Astuvansalmi (élans, figures humaines et bateau).
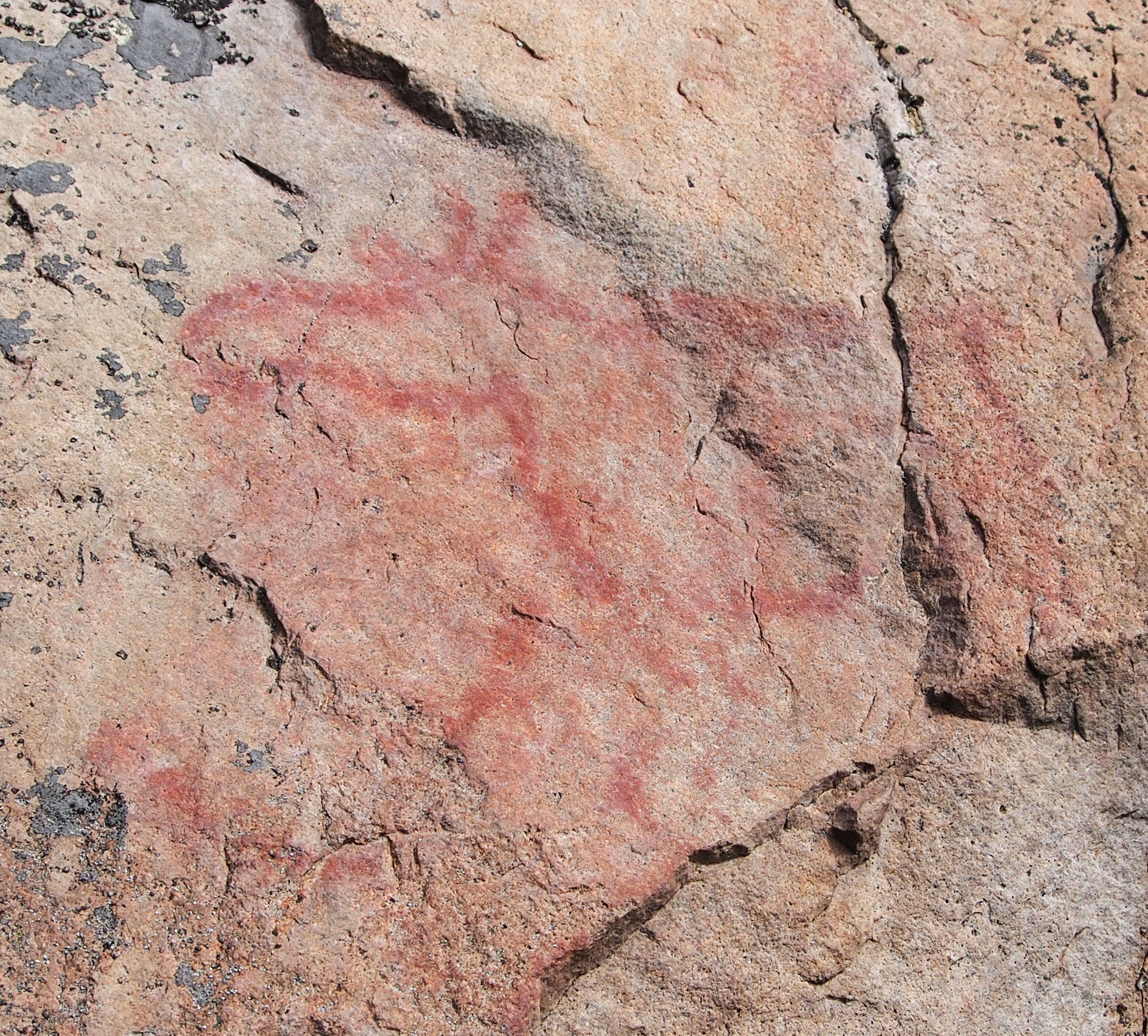
Peintures sur rocher de Saraakallio (élan).

## Architecture
Les principales réalisations de l'architecture médiévale en Finlande sont les églises médiévales en pierre. Plus d’une centaine de celles-ci ont été construites au cours des XVe et XVIe siècles. L’architecture néo-classique est arrivée tard lors du XVIIIe siècle, mais les projets de bâtiments de plus grande importance ont débuté après 1808 lorsque la Finlande était une partie autonome de la Russie. Alexandre II de Russie a mandaté Carl Ludvig Engel  pour concevoir le nouveau Sénat et la nouvelle université d’Helsinki.
La tradition finlandaise du dessin académique a débuté à l’académie royale de Turku en 1707 lorsque les premières leçons of de dessin ont été enseignées. En 1824 emménage avec l'université à Helsinki et la première exposition d'art finlandais est organisée à l'école de dessin en automne 1845. La peinture s’est développée à l’âge d’or de l’art finlandais dans les années 1880, lorsque le nationalisme romantique était devenu l’esprit de l’art. Akseli Gallen-Kallela a débuté dans le naturalisme mais a évolué vers le nationalisme romantique.

Panorama de la Place du Sénat, réalisé par Carl Ludvig Engel. À gauche : le bâtiment principal de l’Université de Helsinki, la Cathédrale luthérienne d'Helsinki, le Palais du Conseil d'État. Au centre la statue de Alexandre II par Walter Runeberg.

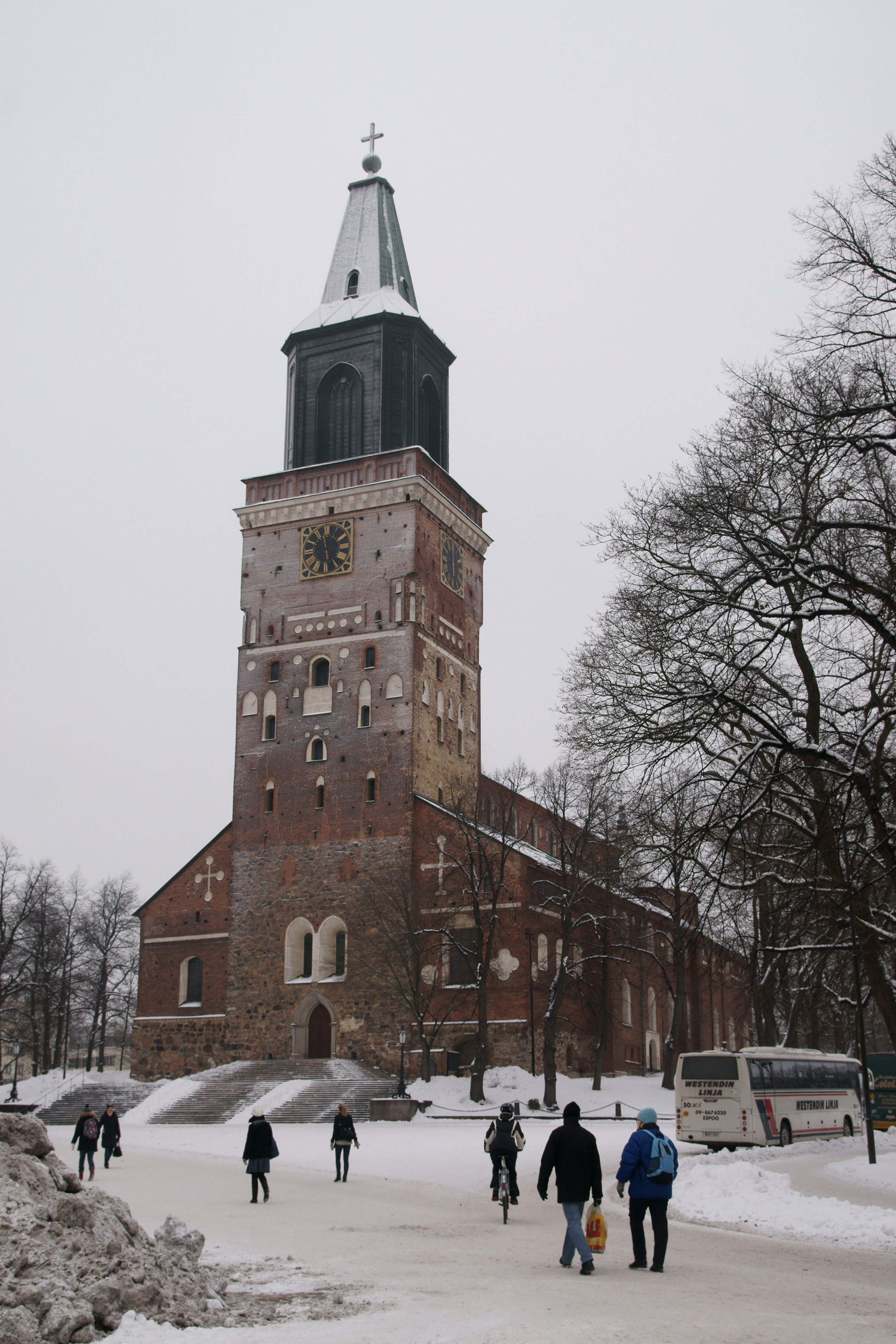
Cathédrale de Turku
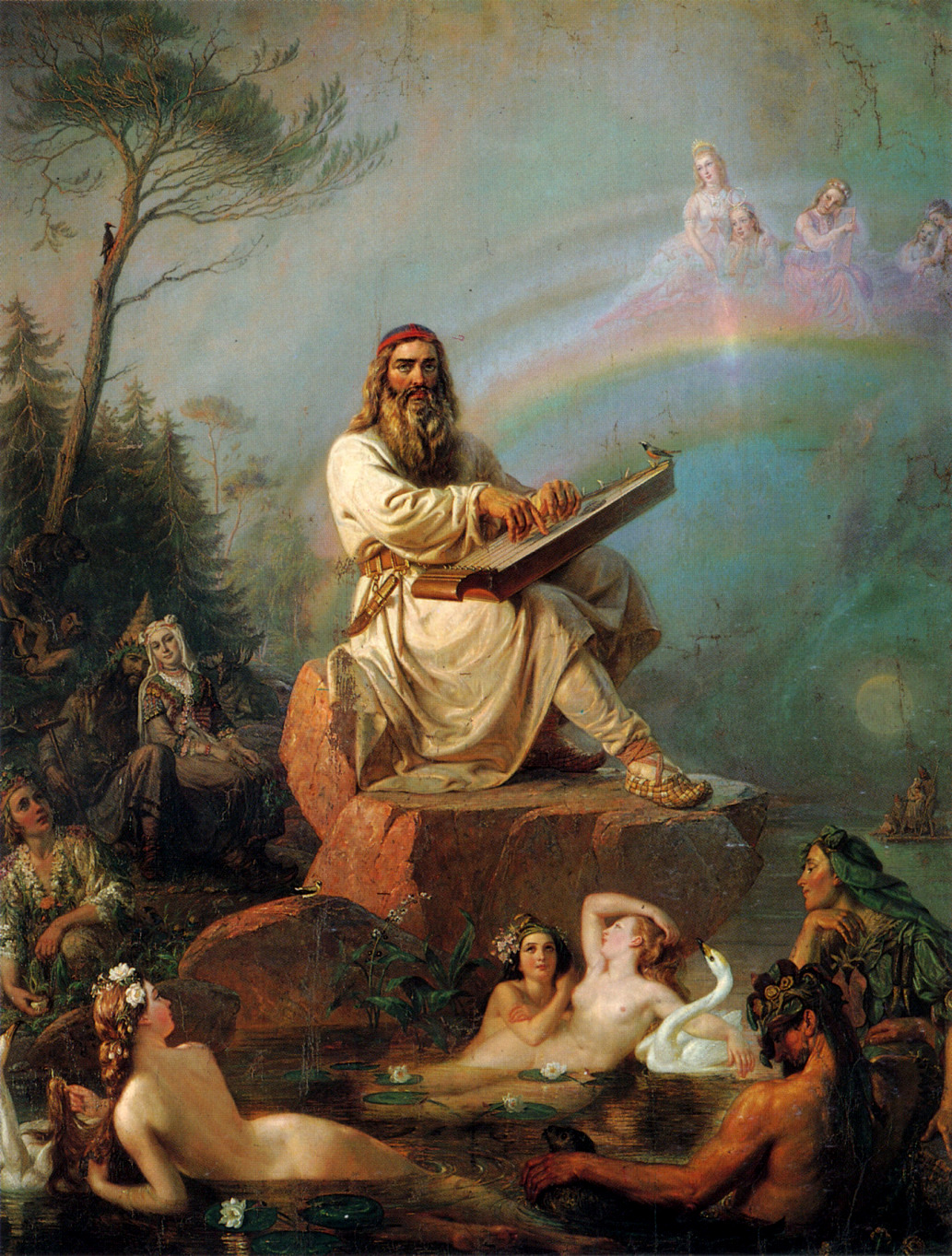
Robert Wilhelm Ekman: Väinämöinen jouant du Kantele, 1866
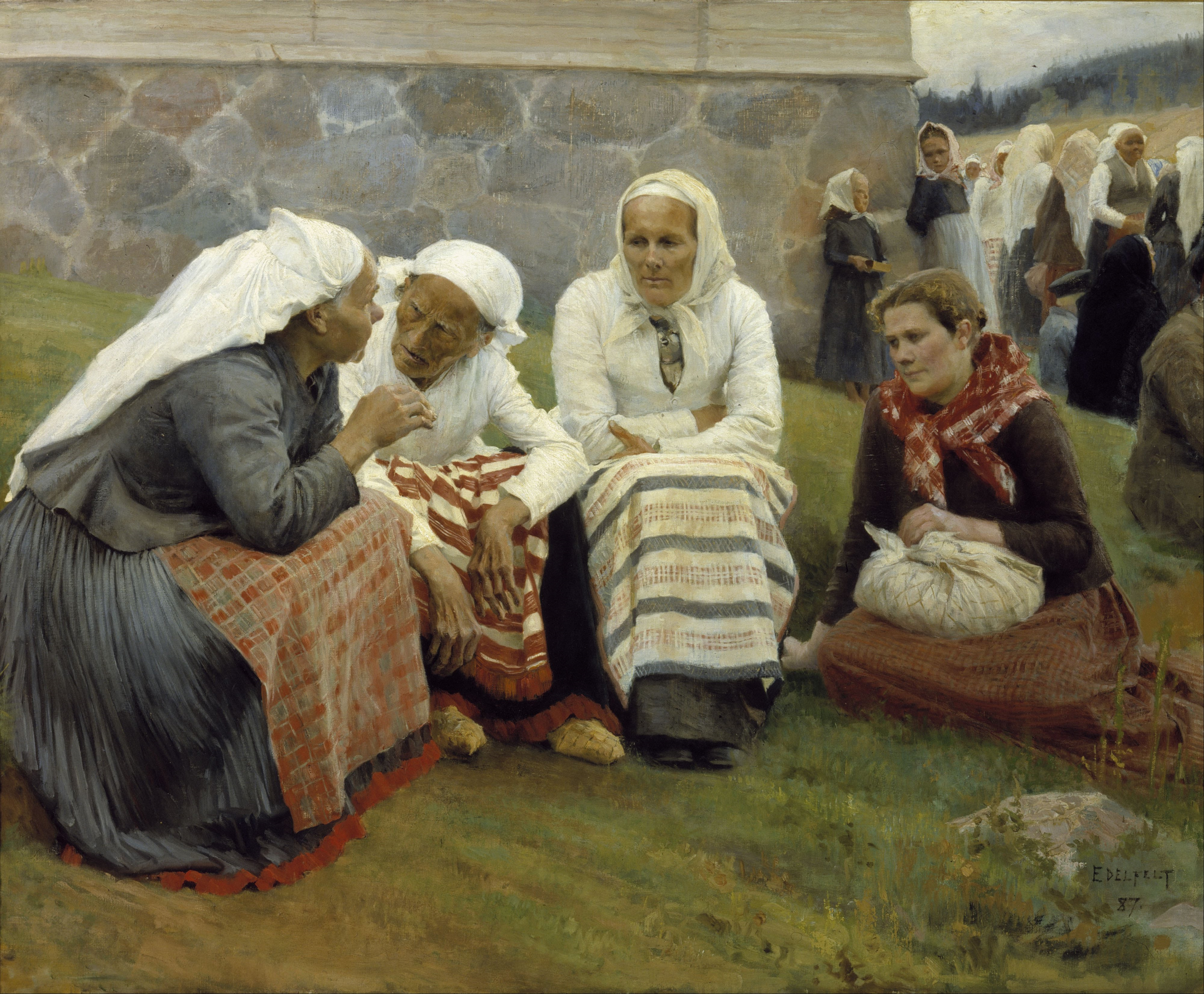
Women outside the Church at Ruokolahti, Albert Edelfelt, 1887

## Art moderne
Dans les années 1950 les artistes finlandais cherchaient à influencer les pays étrangers : tout d'abord à Paris, puis aux États-Unis mais aussi à Stockholm, où des expositions d'art moderne étaient organisées au Moderna Museet. L'art abstrait a d'abord fait sa place dans l’art concret. Parmi les premiers concrétistes, on trouve Birger Carlstedt ainsi que Sam Vanni. Lorsque la peinture monumentale de Vanni, Contrapunctus (1959), a remporté un concours de peinture murale à Helsinki, l'art abstrait a été désormais acceptée et instituée en Finlande.
L'informalisme se propage rapidement dans les années 1950 et 1960, lorsqu’il est considéré comme une nouvelle approche de la peinture de paysages. Elle s'appuyait également sur une tradition forte, celle de l'expressionnisme. Ce répandant même en dehors des grandes villes.
À la fin du XXe siècle, l'art homoérotiste de Touko Valio Laaksonen, pseudonyme Tom de Finlande, a trouvé un public mondial, avec ses œuvres entrant dans la collection du Musée d'art moderne à New York et apparaissant sur des timbres postaux finlandais.
La scène artistique contemporaine finlandaise est devenue beaucoup plus visible qu'avant avec la création du Kiasma, le musée d'art contemporain à Helsinki en 1998.
En 2020, le musée d’art Ateneum a organisé une exposition intitulée L'histoire de l'art finlandais où un certain nombre de peintures finlandaises les plus populaires ont été exposées, dont les suivantes :

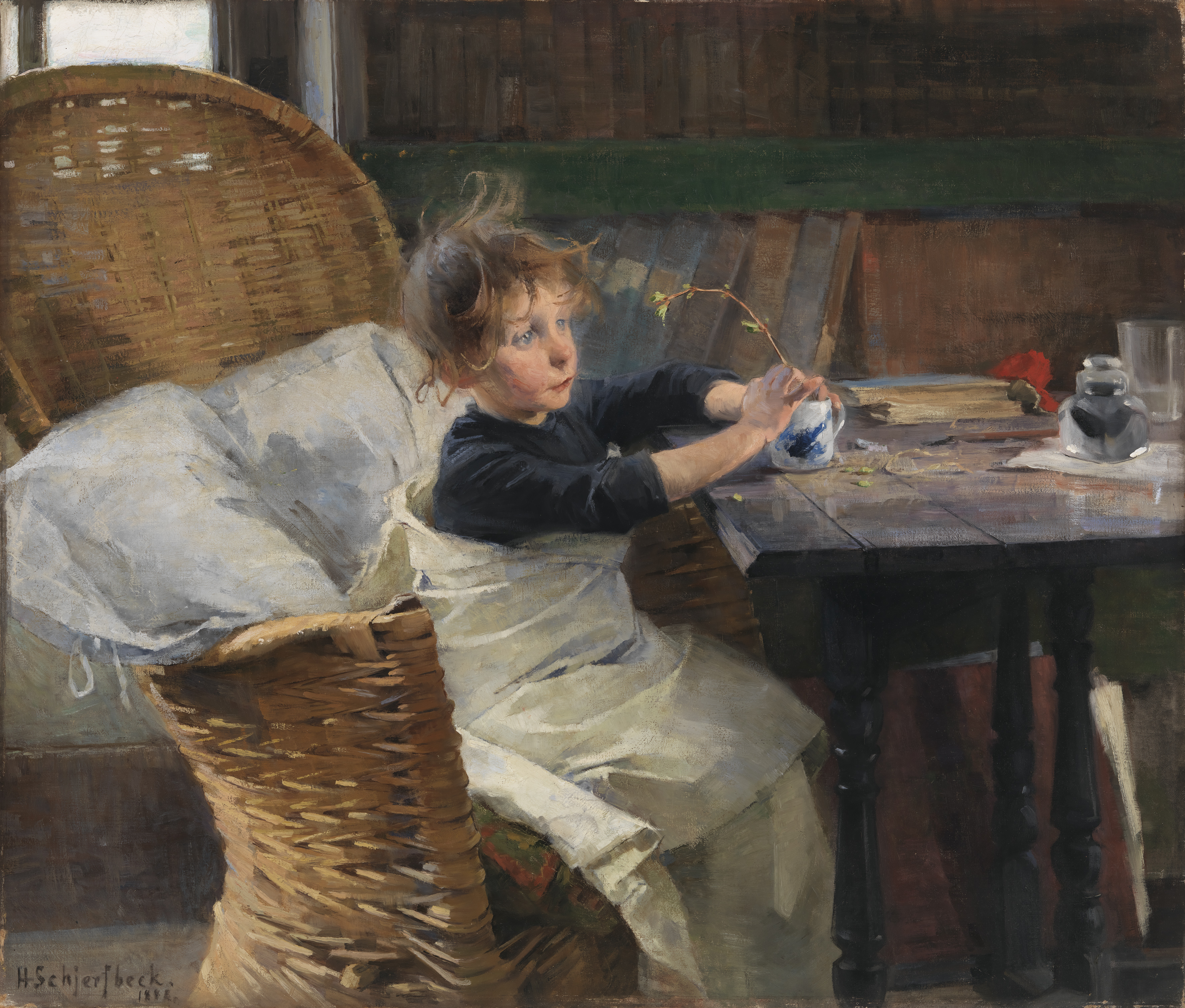
The Convalescent, Helene Schjerfbeck, 1888
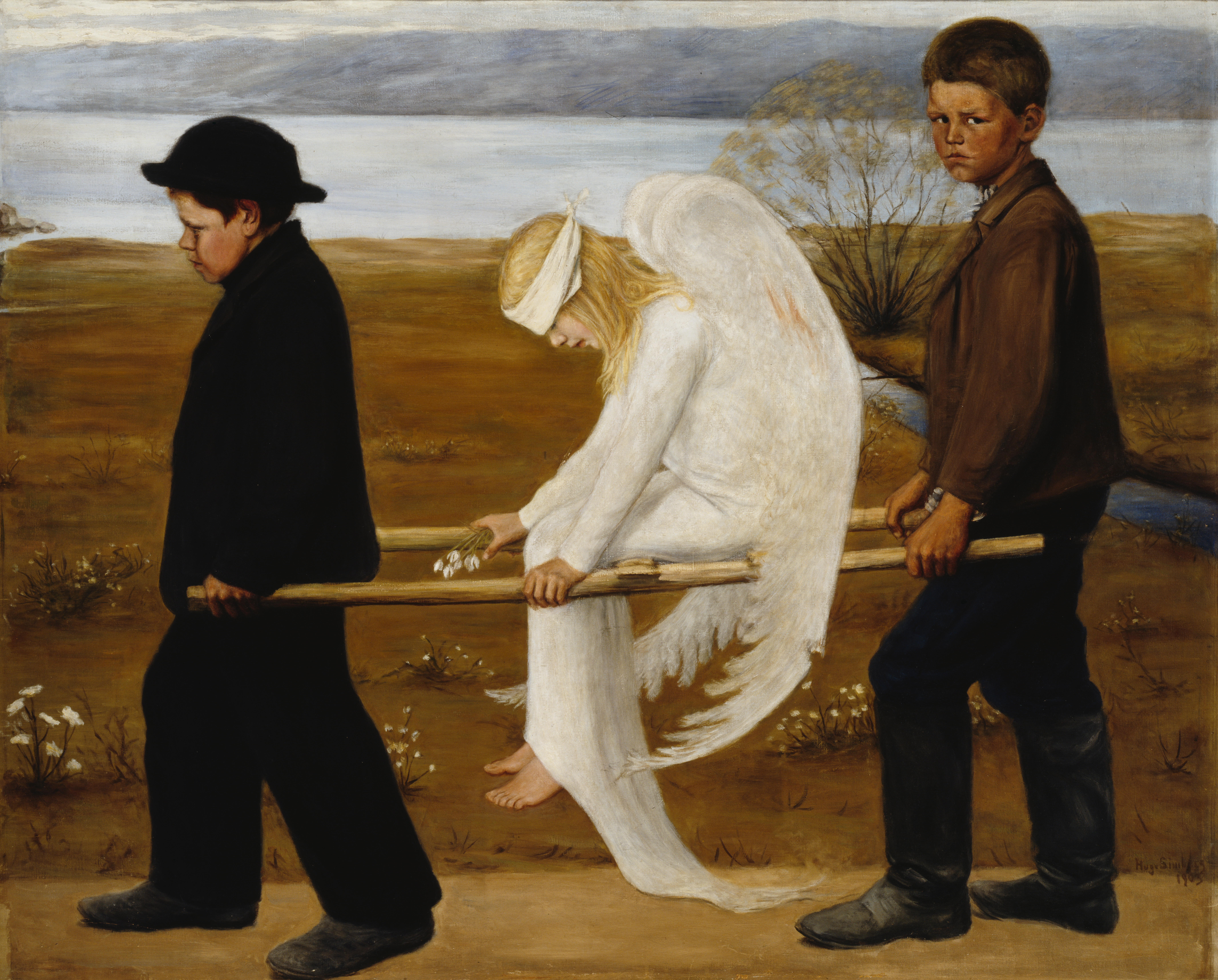
The Wounded Angel, Hugo Simberg, 1903
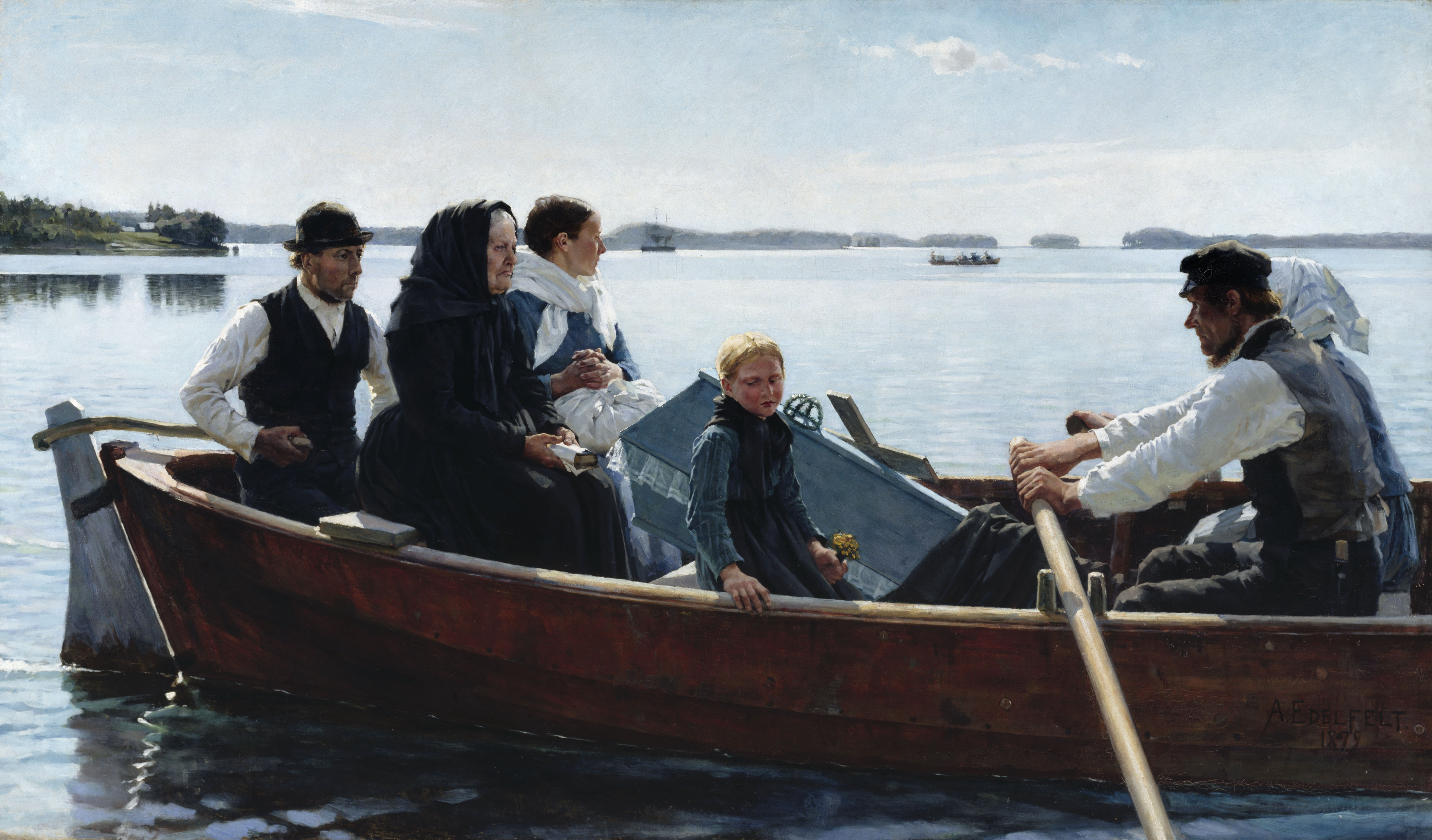
‘’Conveying a Child's Coffin’’, Albert Edelfelt, 1879
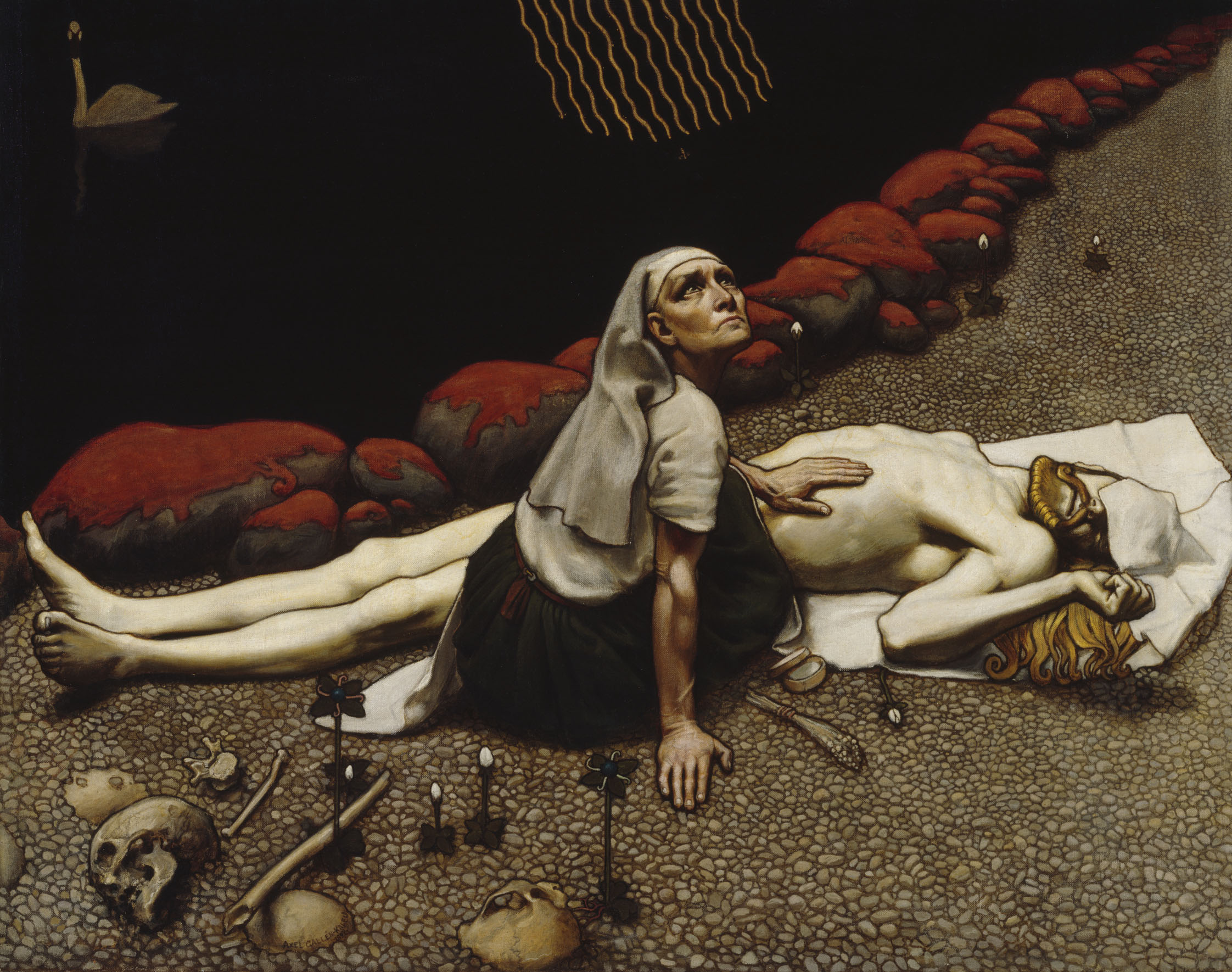
Lemminkäinen's Mother, Akseli Gallen-Kallela, 1897
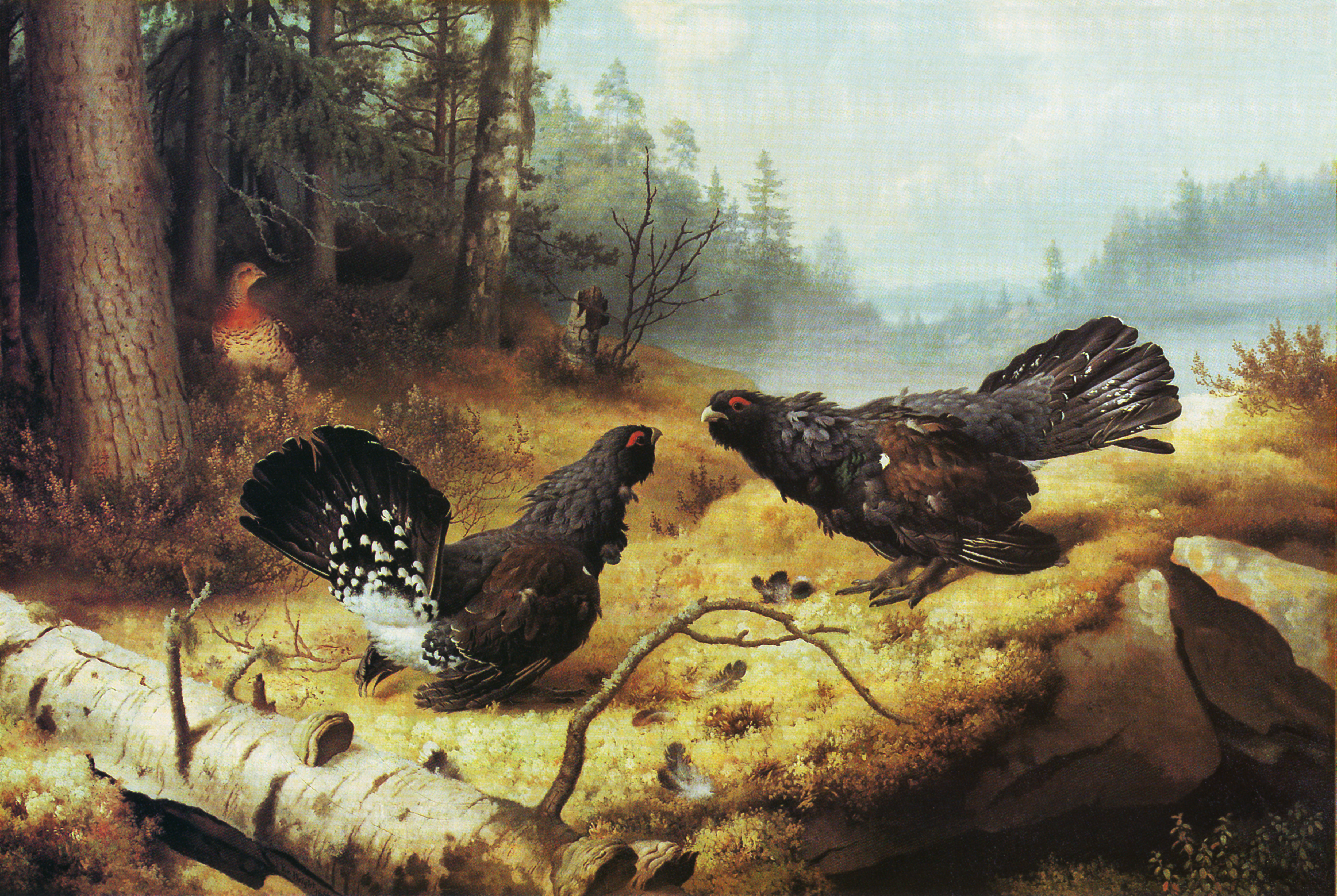
The Fighting Capercaillies, Ferdinand von Wright, 1886
Road in Häme (A Hot Summer Day), Werner Holmberg, 1860
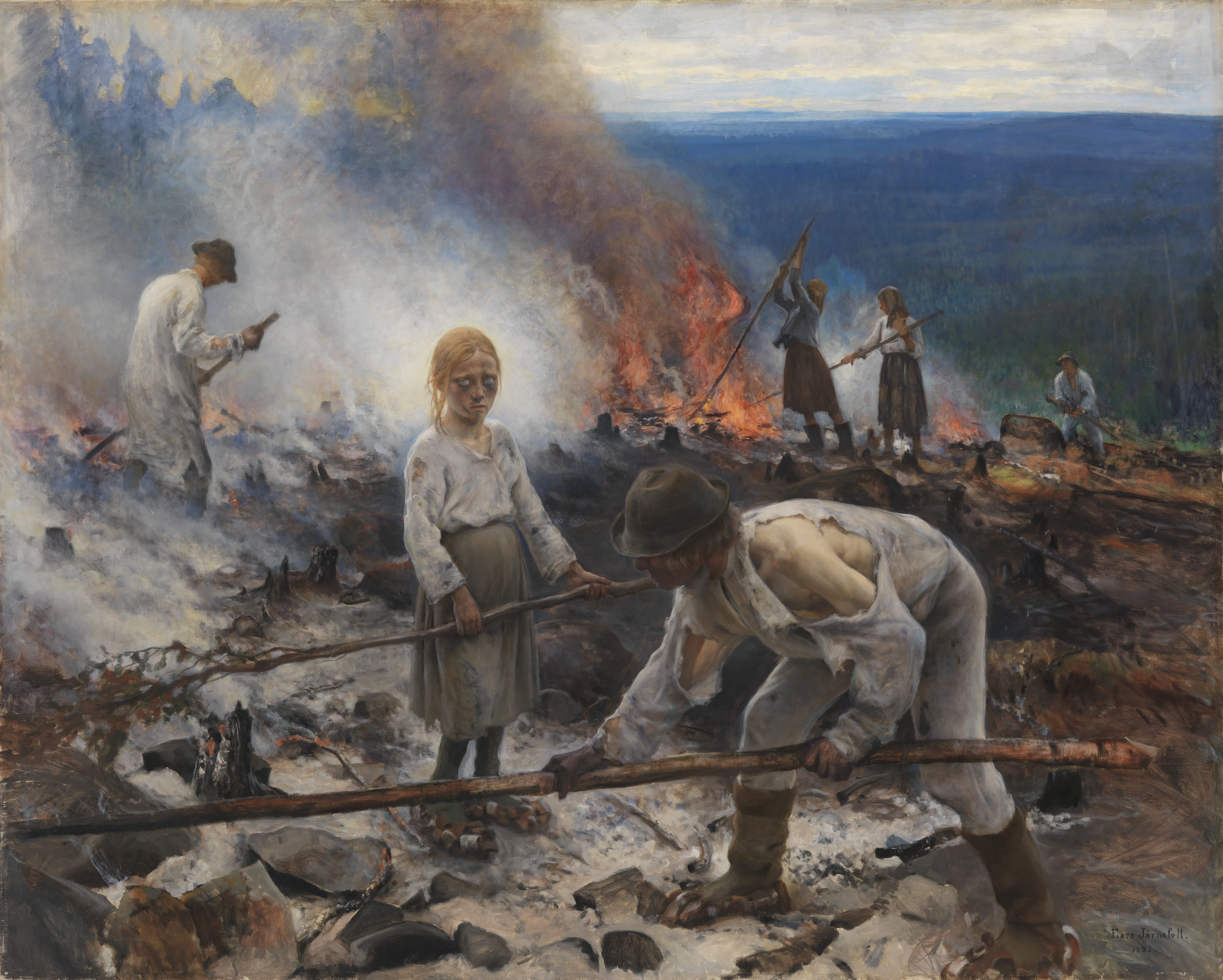
Under the Yoke (Burning the Brushwood), Eero Järnefelt, 1893